# کوه بیشتر
کوه بیشتر (به لاتین: Märe) یک کوه در سوئیس است که در کانتون برن واقع شده‌است. کوه بیشتر ۲٬۰۸۷ متر بالاتر از سطح دریا واقع شده‌است.